# Коце Пейков
Коце Пейков е български революционер, кочански войвода на Вътрешната македоно-одринска революционна организация.

## Биография
Коце Пейков е роден на в 1873 година в град Велес, който тогава е в Османската империя, днес в Северна Македония. Занимава се с търговия. Влиза във ВМОРО и от 1901 година е нелегален. Войвода е в Кочанско, като негов четник е Михаил Шуманов. Загива в началото на 1902 година край село Бигла с почти цялата си чета.